# Ampoigné
Ampoigné era una comuna francesa situada en el departamento de Mayenne, de la región de Países del Loira, que el 1 de enero de 2018 pasó a ser una comuna delegada de la comuna nueva de Prée-d'Anjou al fusionarse con la comuna de Laigné.

## Demografía
| Gráfica de evolución demográfica de Ampoigné entre 1800 y 2015 |
|                                                                |

Los datos demográficos contemplados en este gráfico de la comuna de Ampoigné se han cogido de 1800 a 1999 de la página francesa EHESS/Cassini, y los demás datos de la página del INSEE.